# ماهون بزرگ
ماهون بزرگ (انگلیسی: Entandrophragma utile)که سیپو (sipo) و اوتیله (utile) هم نامیده می‌شود، گونه‌ای از درختان بزرگ از جنس ماهون‌های آفریقایی است که بومی تقریباً تمام مناطق گرمسیری رو به اقیانوس اطلس در آفریقا است، از گینه تا آنگولا و تا شرق اوگاندا. 
چوب این درخت به عنوان یک سخت‌چوب گرمسیری معامله می‌شود. چوب ماهون بزرگ بسیاری از ویژگی‌های چوب ماهون اصلی را دارد و به عنوان جایگزین آن استفاده می‌‌شود.